# Chutes Too Narrow
Chutes Too Narrow är ett musikalbum av The Shins som släpptes den 21 oktober 2003 på Sub Pop Records. Titeln på albumet kommer ifrån låttexten till låten "Young Pilgrims".

## Låtlista
1. "Kissing the Lipless" – 3:19
2. "Mine's Not a High Horse" – 3:20
3. "So Says I" – 2:48
4. "Young Pilgrims" – 2:47
5. "Saint Simon" – 4:25
6. "Fighting in a Sack" – 2:26
7. "Pink Bullets" – 3:53
8. "Turn a Square" – 3:11
9. "Gone for Good" ("A Call to Apathy" på vissa utgåvor) – 3:13
10. "Those to Come" – 4:24